# Wawrzyniec Nagurski
Wawrzyniec Nagurski herbu własnego – ciwun Dyrwian Wielkich w latach 1756-1761, surogator ziemski żmudzki w latach 1748-1761, sędzia grodzki żmudzki w latach 1747-1754, ciwun Dyrwian Małych w latach 1739-1756.
Poseł na sejm nadzwyczajny 1750 roku z Księstwa Żmudzkiego.